# Мураев, Евгений Владимирович
Евге́ний Влади́мирович Мура́ев (укр. Євгеній Володимирович Мураєв; род. 2 декабря 1976, Готвальд, Харьковская область, Украинская ССР, СССР) — украинский политик. Депутат Верховной рады Украины VII созыва и VIII созыва, депутат Харьковского областного совета двух созывов. Член парламентского комитета по вопросам налоговой и таможенной политики. Бывший член Партии регионов и бывший председатель политического совета партии «За жизнь». Лидер партии «НАШИ». Был кандидатом в президенты Украины на выборах 2019 года, однако снял свою кандидатуру в пользу Александра Вилкула.

## Семья, образование и работа
Родился 2 декабря 1976 года в Готвальд (ныне Змиёв), Харьковская область. Отец Владимир Кузьмич Мураев занимал должность генерального директора АОЗТ «Рапид», занимавшегося строительством домов. Мать Ольга Алексеевна Мураева — доцент кафедры химии в Харьковском национальном университете городского хозяйства им. А. Н. Бекетова.
Окончил физико-математический лицей № 27 Харькова. В школе был главой пионерской дружины и председателем совета отряда. В 1994 году поступил на экономический факультет Харьковского государственного университета (ныне ХНУ им. Каразина), специальность «финансы и кредит», который в 1999 году окончил с отличием. В 1996 году представлял Украину на Европейском конгрессе студентов в городе Льеж, Бельгия. Занимался боксом, возглавлял харьковскую федерацию бокса. Второе высшее образование получил в Национальном юридическом университете им. Ярослава Мудрого, который окончил в 2014 году также с отличием.
С 2000 года работал в нескольких коммерческих структурах на руководящих должностях. Занимал должность директора ООО «Анклав» (оптовая торговля нефтепродуктами).
С 2001 по 2007 год — директор ООО «МКМ-Харьков» (оптовая торговля нефтепродуктами).
В 2009—2010 годах — генеральный директор ООО «Восточная финансовая группа».

## Политическая карьера
В 2006 году Мураев впервые избран депутатом Харьковского областного совета V созыва от партии «Вече». В облсовете он возглавил постоянную комиссию по вопросам топливно-энергетического комплекса, энергосбережения и жилищно-коммунального хозяйства. Второй раз он был избран депутатом облсовета в 2010 году от Партии регионов.
15 апреля 2010 года распоряжением президента Украины Виктора Януковича был назначен председателем Змиёвской районной государственной администрации. За время его работы Змиёвщина поднялась с 17-го на 1-е место в областном рейтинге социально-экономического развития, лидировала по показателям оздоровления детей, в сфере образования, физкультуры и спорта. За два года в районе были введены в эксплуатацию три глубоководные скважины питьевой воды, два очистных комплекса-биоплато, организован централизованный сбор и утилизация твердых бытовых отходов, начато строительство социального жилья, детских садов, клубов, стадиона, запущена программа реконструкции музеев и памятников. Змиёвской район был единственным на Украине, где в результате реализации программы по реформированию и развитию жилищно-коммунального хозяйства в 2012 г. в двух населённых пунктах была на 12,5 % снижена стоимость тепла для населения.
21 ноября 2012 года уволен с должности главы района в связи с избранием в Верховную Раду Украины по мажоритарному округу № 181 от Партии регионов. Он набрал почти в пять раз больше голосов, чем его ближайший конкурент, за него было отдано 56,15 % голосов избирателей. При этом он сказал, что готов заняться в парламенте любым направлением деятельности.

Конечно, мне бы хотелось заниматься экономикой. Она мне близка. Но все зависит от партийного руководства. Я буду работать на том направлении, где посчитают необходимым в руководстве фракции.— «Городской дозор», 22.11.2012 г.
26 октября 2014 года успешно он был переизбран в парламент (от партии «Оппозиционный блок») по тому же округу. Был членом Комитета Верховной Рады Украины по вопросам налоговой и таможенной политики. 31 марта 2015 года вошёл в состав «Оппозиционного правительства» в качестве министра экономического развития и торговли. В статусе народного депутата он продолжил реализацию социальных проектов, направленных на энергонезависимость и энергосбережение. В районе запланирована замена окон в учреждениях социальной сферы и обустройство 39 котельных на использование альтернативного топлива, 25 из которых было запущено уже в 2014 году.
3 июня 2016 года объявил о своём выходе из фракции партии «Оппозиционный блок».
21 сентября 2018 года заявил о выходе из партии «За жизнь» Вадима Рабиновича. «Мы заберём людей, идеи, ваше доверие и поддержку. Для нас политика — не бизнес-проект, способный обеспечить сытую старость и не состряпанное на скорую руку ток-шоу. Мы создаем партию, в которой не будет случайных людей. Я готов встать впереди и предложить Украине проект страны, которого у неё никогда не было».
25 сентября 2018 года заявил о создании новой партии «НАШИ», которую он возглавил.
Участвовал в президентских выборах 2019 года, но 7 марта снял кандидатуру в пользу Александра Вилкула в обмен на должность премьер-министра Украины в случае победы. Мураев заявил о будущих планах по объединению партий «НАШИ» и «Оппозиционный блок/Оппозиционный блок — Партия мира и развития» и о том, что возглавит список объединённой партии на выборах в Верховную Раду в 2019 году.
На досрочных парламентских выборах 2019 года возглавил партийный список «Оппозиционного блока». Партия не смогла преодолеть процентный барьер.
В январе 2022 года МИД Великобритании сообщил о получении информации, что РФ стремится привести к власти на Украине позитивно относящихся к Москве руководителей, роль лидера была предусмотрена Мураеву. Мураев в беседе с журналистами назвал заявление МИД Великобритании о его связях с Россией «какой-то глупостью», поскольку с 2018 года он находится под российскими санкциями, по его словам, «из-за конфликта с Медведчуком»:

Мне уже четыре года запрещён въезд в Россию… Вы можете посмотреть изложенную мною программу — у нас с ними разное видение развития страны. Украина должна быть сильным и суверенным государством. Поэтому сложно представить, чтобы у меня была какая-то коммуникация с россиянами. Я считаю, что та информация, которую мы сейчас видим, — это непрофессионализм. Поэтому я надеюсь на извинения.

#### Вторжение России на Украину
В первый день вторжения опубликовал в Facebook пост, в котором обвинил в начавшейся войне власть Украины («Все эти годы наша власть жила войной, строила вокруг неё всю свою политику, и теперь война на пороге у каждого из нас. Это последствия неправильных и глупых решений, которые всем придётся расхлёбывать»), никак не осудив или упомянув Россию. 25 февраля сообщил на своей странице Facebook, что «Президент и топ-чиновники призывают к переговорам и выражают готовность идти на компромисс. И в целом это правильное решение, позволяющее остановить убийства и разрушения. Только уже не компромисс, а капитуляция: обо всём договориться можно было восемь лет назад и много раз в течение этих восьми лет», позже этот пост был удалён. В этот же день опубликовал последнюю запись в Telegram-канале («Запад сдал Украину»), насчитывавшем тогда 18 тыс. подписчиков.
22 мая 2022 года Мураев выехал с территории Украины, в сентябре Украинская Правда обнаружила жену политика в Вене.
14 июня 2022 года партия «Наши» была запрещена решением украинского суда.
30 ноября 2022 года у Мураева провела обыски СБУ, его подозревают в государственной измене (статья 111 УК Украины) и нанесении вреда информационной безопасности Украины через подконтрольный ему телеканал НАШ.
По информации без подтверждений в материале издания в конце 2022 года пребывал в Москве, куда попал через Турцию.
В июле 2023 года СБУ сообщила Мураеву о подозрении в государственной измене.
В январе 2025 года выпустил интервью на своём YouTube-канале, в котором сказал, что находится в Китае.

## Голосования в парламенте
Евгений Мураев являлся одним из народных депутатов VII созыва, проголосовавших за так называемые «диктаторские законы» 16 января 2014 года.
19 июня 2014 года Мураев проголосовал за назначение Валерии Гонтаревой на должность главы Национального банка Украины.
В 2017 году Мураев принял участие только в 0,4 % голосований в парламенте, пропустив 99,6 % голосований.
В 2018 году Мураев пропустил 99,11 % голосований в Верховной Раде.

## Инциденты
В ходе эфира 7 июня 2018 года на телеканале 112 Украина заявил о неоднозначном отношении разных групп людей к осуждённому в России за терроризм Олегу Сенцову:

«Сенцова можно по-разному воспринимать. С точки зрения того, что человек готовил поджоги и взрывы, для одной части населения он является террористом. Для националистической части он, наверное, является героем. И время покажет, кто прав».— 112 Украина, 7 июня 2018 года
Депутат Верховной рады от «Народного фронта» Сергей Пашинский обратился в СБУ и Генпрокуратуру с требованием возбудить уголовное дело в адрес Мураева по статьям «государственная измена» и «заведомо ложное сообщение о совершении преступления», депутат от БПП Ирина Геращенко также предложила коллегам бойкотировать эфиры NewsOne до получения публичных извинений его владельца «перед Сенцовым и перед всеми политзаключёнными». В ответ Мураев сам обратился в Генпрокуратуру с заявлением о совершении народным депутатом Пашинским уголовного правонарушения ст. 383 УК Украины «Заведомо неправдивое сообщение о совершении особо тяжкого преступления» и ст. 344 «Незаконное влияние в любой форме на народного депутата Украины с целью препятствовать выполнению им служебных обязанностей».
В дальнейшем безуспешно пытался судиться с журналистом Айдером Муждабаевым, назвавшим политика на фоне подобных заявлений «агентом России» и «рупором Путина».
В январе 2022 года МИД Великобритании заявил, что Кремль хочет привести к власти на Украине пророссийского лидера, и таким может стать Мураев. Сам Мураев эту информацию опроверг, заявив, что «…называя его „пророссийским лидером в Киеве“, кто-то хочет закрыть в стране ещё один независимый телеканал». Разведка США подтвердила заявление британского МИДа.

## Взгляды
Сторонник внеблокового статуса Украины и децентрализации вплоть до предоставления специального статуса всем регионам.
22 марта 2018 года в интервью NewsOne выразил сожаление, что Украина отдала суверенитет «заокеанским спонсорам» из США.
28 марта 2018 года в эфире передачи «Украинский формат» на NewsOne заявил, что из-за советов из Вашингтона и МВФ на Украине происходит «геноцид». Для выхода из кризиса, по его мнению, необходимы советы профильных специалистов.

## Общественная деятельность
Выступил как организатор соревнований по спортивным бальным танцам «Кубок Венского вальса — VW», который в 2015 году приобрёл статус открытых всеукраинских соревнований, как IV тур «Гран-при Слобожанщины 2014—2015». В Харьковской области ежегодно проводятся Всеукраинские соревнования по самбо на кубок Е. Мураева и два этапа кубка по автогонкам, в которых народный депутат участвует сам. По инициативе Мураева оборудованы детские Учебно-воспитательные комплексы в с. Соколово, г. Змиёв и с. Яковлевка Лозовского района. Начиная с 2012 года, в округе установлено более 100 детских и спортивных площадок. Уделяет большое внимание военно-исторической тематике. При поддержке возглавляемой Мураевым райгосдаминистрации в 2010 и 2011 годах в Змиёвском районе проходили Вахты памяти, организованные Военно-патриотическим объединением «Ориентир». В результате проведения этим объединением полевых поисковых работ были найдены останки 37 неизвестных солдат, погибших в 1943 году и части взорванного советского танка КВ-1. По инициативе Мураева осуществлялся ремонт памятников и памятных знаков, помощь в реконструкции краеведческого музея, изданы «Книга памяти Змиёвщины», «Соколово: забытые герои», «Широнинцы: подвиг без цензуры».
В мае 2019 года стало известно о получении должности иподиакона митрополита Бориспольского Антония (Паканича) Украинской православной церкви.

## Бизнес и финансы
В 2014 году Евгений Мураев стал основным бенефициаром телеканала NewsOne и харьковского интернет-канала «Робинзон ТВ».
7 ноября 2018 года в кабельных сетях и на спутнике появился телеканал «НАШ» (осуществляет вещание на основе лицензии Maxxi TV). Телеканал, принадлежащий Мураеву, заявлен как информационный, с акцентом на регулярные ток-шоу. Вещание началось с серии экстравагантных роликов-тизеров.
25 декабря 2018 года человек с похожими данными включён в список украинских физических лиц, против которых российским правительством введены санкции, но отличается год рождения (1967 вместо 1976).
30 октября 2023 года Кабмин РФ исключил Мураева из санкционного списка.

## Награды
- Почётный знак «Слобожанская Слава».
- Почётная грамота Харьковского городского совета (2009).
- Почётная грамота Харьковской областной государственной администрации и Харьковского областного совета.
- Крест Почёта «Князь Святослав» (2007).
- Крест Почёта «Святой князь Александр Невский» (2007).
- Орден Святого Равноапостольного князя Владимира (2012).
- Орден Святителя Димитрия Ростовского (2012).
- Лауреат регионального рейтинга «Харьковчанин года-2005»[55].

## Личная жизнь
С 2005 по 2017 год был женат на Валерии Мураевой (в девичестве Таранова (род. 1977), дочери народного депутата II созыва и банкира Олега Вадимовича Таранова).
От первой жены двое сыновей — Михаил (род. 2007) и Игорь (род. 2009). Валерия Олеговна Мураева продолжает оставаться политическим соратником Евгения Мураева, поддержав его в создании партии «НАШИ». Являлась внефракционным депутатом Харьковской областной рады, избранная от Оппозиционного блока, летом 2020 года претендовала на должность заместителя главы Харьковской областной государственной администрации.
Нынешняя жена Екатерина Анатольевна Мураева (Гордиенко) (род. 1993) — юрист и актриса, в 2020 году у пары родилась дочь, в 2021 году родился сын.